# Stibaractis melanotoxa
Stibaractis melanotoxa är en fjärilsart som beskrevs av Guest 1887. Stibaractis melanotoxa ingår i släktet Stibaractis och familjen mätare. Inga underarter finns listade i Catalogue of Life.